# Britney Jean
Britney Jean is het achtste studioalbum van de Amerikaanse popzangeres Britney Spears dat op 29 november 2013 werd uitgebracht door RCA Records. Het is haar eerste album sinds de ontbinding van haar oorspronkelijke platenlabel Jive Records in 2011. De plannen voor het album startten in december 2012 en de opnames duurden tot oktober 2013. Spears werkte samen met tekstschrijvers en producenten als Sia Furler en will.i.am.
Work Bitch werd op 16 september 2013 uitgebracht als de leadsingle van Britney Jean. Work Bitch belandde op nummer 12 in de Billboard Hot 100 en scoorde middelmatig in andere landen in de wereld. Het album werd gepromoot door de tweejarige residencyshow bij Planet Hollywood Resort en Casino, getiteld Britney: Piece of Me.

## Achtergrond en ontwikkeling
In 2012 terwijl Spears jurylid was tijdens het tweede seizoen van de Amerikaanse versie van The X Factor, begon ze met het opnemen van haar toen nog titelloze achtste studioalbum. Tijdens deze periode werd Spears gezien met Rodney Jerkins, terwijl tekstschrijver Elijah Blake zei dat Spears speelde met nieuwe genres voor het album. Hun samenwerking werd ontkend door een vertegenwoordiger van Spears, die bevestigde dat producent Hit-Boy wel aan het album werkte. In juli 2013 bekende Spears via Twitter "[I] wrote such a special song" met Sia Furler, wat later Spears lievelings lied van het album, de ballad Perfume, was. Volgens geruchten ging Spears in augustus 2013 naar Lake District in het Verenigd Koninkrijk om verder te werken met Naughty Boy en Orbit.
Tijdens verschillende interviews beschreef Spears, Britney Jean als haar meest persoonlijke album tot op dat moment. Ze zei dat haar ervaringen en gebeurtenissen van de jaren ervoor, inclusief haar relatiebreuk met ex-verloofde Jason Trawick, haar aanmoedigde dieper in zichzelf te graven en liedjes te schrijven waar iedereen zich in kan herkennen. Spears voegde toe dat het opnemen van dit album een "geweldige ervaring" was en dat haar collega's haar hebben geholpen om haar ideeën tot leven te wekken.

## Singles
Work Bitch werd op 16 september 2013 uitgebracht als de eerste single. Het nummer kwam op nummer twaalf in de Billboard Hot 100. Dit was de eenendertigste keer dat Spears in de hitlijst stond. Het lied verkocht 174.000 exemplaren in de eerste week.
Perfume werd op 4 november 2013 uitgebracht als de tweede single.

## Promotie
Anders dan bij haar voorgaande albums, werd er geen liveoptreden gedaan voor Work Bitch. In plaats daarvan, maakte Spears in Good Morning America bekend dat ze voor twee jaar een residencyshow in Las Vegas aanging, in Planet Hollywood Resort en Casino, genaamd Britney: Piece of Me. De show start op 27 december 2013, en gaat door tot 2015.
Op 26 november kwam het album op iTunes te staan, en kon er voor een bepaalde tijd gratis geluisterd worden naar het album.

## Tracklist
| Standaard editie             | Standaard editie                           | Standaard editie | Standaard editie                                                                                         | Standaard editie |
| Nr.                          | Titel                                      | Schrijvers | Producers                                                                                                | Duur             |
| ---------------------------- | ------------------------------------------ | --- | --- | ---------------- |
| 1.                           | "Alien"                                    | Britney Spears · William Orbit · Dan Traynor · Ana Diaz · Anthony Preston                                                 | Orbit · HyGrade · Preston                                                                                | 3:56             |
| 2.                           | "Work Bitch"                               | Britney Spears · William Adams · Otto Jettman · Anthony Preston · Ruth-Anne Cunningham                                    | Sebastian Ingrosso · Otto Knows · will.i.am · Preston                                                    | 4:07             |
| 3.                           | "Perfume"                                  | Spears · Sia Furler | will.i.am · Chris Braide                                                                                 | 3:59             |
| 4.                           | "It Should Be Easy" (featuring will.i.am)  | Spears · Adams · David Guetta · Giorgio Tuinfort · Nick Rotteveel · Marcus van Wattum                                     | Guetta · Tuinfort · Nicky Romero · van Wattum · will.i.am · Preston                                      | 3:26             |
| 5.                           | "Tik Tik Boom" (featuring T.I.)            | Spears · Preston · Onique "Sparrow" Williams · Clifford Joseph Harris, Jr. · Andre Lindal · Damien LeRoy · Joakim Haukaas | Preston · LeRoy                                                                                          | 2:57             |
| 6.                           | "Body Ache"                                | Spears · Guetta · Tuinfort · Luciana Caporaso · Nick Clow · Myah Marie Langston · Preston · Richard Gonzalez · Jose Luna  | Guetta · Tuinfort · will.i.am · Preston                                                                  | 3:25             |
| 7.                           | "Til It’s Gone"                            | Spears · Jenson Vaughan · Rosette Sharma · Preston · Tuinfort · Guetta · Adams                                            | Tuinfort will.i.am · Preston                                                                             | 3:42             |
| 8.                           | "Passenger"                                | Spears · Thomas Pentz · Furler · Andrew Swanson · Katy Perry                                                              | Diplo · Preston                                                                                          | 3:40             |
| 9.                           | "Chillin' with You" (featuring Jamie Lynn) | Spears · Adams · Preston · Joshua Lopez                                                                                   | will.i.am · Freshmen III · Preston                                                                       | 3:38             |
| 10.                          | "Don't Cry"                                | Spears · Adams · Lopez · Gonzalez                                                                                         | will.i.am · Richard Vission · Chico Bennett · Zach "Reazon" Heiligman · William "DJ Keebz" Kebler · LWAM | 3:14             |
| Totale lengte: 36:04         |                                            | | |                  |
| Deluxe editie (bonus tracks) |                                            | | |                  |
| Nr.                          | Titel                                      | Schrijvers | Producers                                                                                                | Duur             |
| 11.                          | "Brightest Morning Star"                   | Spears · Lukasz Gottwald · Furler · Henry Walter                                                                          | Dr. Luke · Cirkut · Preston · Braide                                                                     | 2:59             |
| 12.                          | "Hold on Tight"                            | Spears · Allan P. Grigg                                                                                                   | Kool Kojak A.C · Preston · Peter Carlsson                                                                | 3:27             |
| 13.                          | "Now That I Found You"                     | Spears · Danny O'Donoghue · Tuinfort · Guetta · Frederic Riesterer                                                        | Tuinfort · will.i.am · Preston                                                                           | 4:16             |
| 14.                          | "Perfume" (The Dreaming Mix)               | Spears · Furler · Braide                                                                                                  | Braide                                                                                                   | 4:02             |
| Totale lengte: 50:48         |                                            | | |                  |

## Charts
| Chart (2013)                      | Peak positie |
| --------------------------------- | ------------ |
| Australië (ARIA)                  | 12           |
| Vlaanderen (Ultratop Flanders)    | 32           |
| Wallonië (Ultratop Wallonia)      | 31           |
| Nederland (MegaCharts)            | 36           |
| Finland (Suomen virallinen lista) | 24           |
| Ierland (IRMA)                    | 15           |
| Nieuw-Zeeland (Recorded Music NZ) | 22           |
| Schotland (OCC)                   | 30           |
| Zweden (Sverigetopplistan)        | 28           |
| Taiwan (G-Music)                  | 15           |
| Taiwan (Internationaal) (G-Music) | 3            |
| Verenigd Koninkrijk (OCC)         | 34           |

## Verschijningsdata
| Regio            | Datum            | Editie   | Formaat | Label |
| ---------------- | ---------------- | -------- | ------- | ----- |
| Australië        | 29 november 2013 | Standard | Cd      | Sony  |
| Duitsland        | 29 november 2013 | Standard | Cd      | Sony  |
| Deluxe           | 29 november 2013 |          | Cd      | Sony  |
| Nederland        | 2 december 2013  |          | Cd      | Sony  |
| Canada           | 3 december 2013  | Standard | Cd      | Sony  |
| Verenigde Staten | 3 december 2013  | Standard | Cd      | RCA   |
| Verenigde Staten | 3 december 2013  | Deluxe   | Cd      | RCA   |
| Japan            | 4 december 2013  | Standard | Cd      | Sony  |